# Ашагы-Абдурахманлы
Ашагы-Абдурахманлы (азерб. Aşağı Əbdürrəhmanlı) — село в Физулинском районе Азербайджана. Расположено село на реке Чарахан, на высоте 267 метров.

## История
В советские годы село было расположено в составе Физулинского района Азербайджанской ССР. В результате Первой карабахской войны в августе 1993 года перешло под контроль непризнанной Нагорно-Карабахской Республики.
В 1999 году во время выполнения боевого задания близ села был тяжело ранен в голову дзюдоист Ильхам Закиев, ставший впоследствии двукратным чемпионом Паралимпийских игр.
27 сентября 2020 года в ходе Второй карабахской войны министерство обороны Азербайджана сообщило о занятии Ашагы Абдурахманлы и четырёх других сёл Физулинского района.